# یوزف لابودا
یوزف لابودا (چکی: Josef Labuda؛ زادهٔ ۱۳ دسامبر ۱۹۴۱) بازیکن والیبال اهل چکسلواکی بود.